# FN PS90半自動卡賓槍
PS90是由Fabrique Nationale以FN P90為基礎為美國民用市場開發，於2005年尾上市的半自動卡賓槍。

## 特性
僅有半自動射擊模式的PS90，槍身有橄欖綠與黑色可供選擇，基本上與有自動射擊模式的P90大同小異。
雖然有短槍管的版本，但為了滿足美國法律的要求及稅務因素，PS90有較長的16英寸槍管（长度包含一个与枪管外部套管一体的消焰器）、附上的彈匣容量限制在10或30發及僅有半自動射擊模式。
PS90獨特的雙復進簧與後座緩衝墊亦使得PS90的後座力更進一步的降低，初速也增至777m/s，若使用第三方製造的子彈則可以達到930m/s。
Gen1和Gen2的PS90因扳机组可以相对容易的被别有用心者非法改成全自动，因此在gunbroker上的价格一直居高不下。

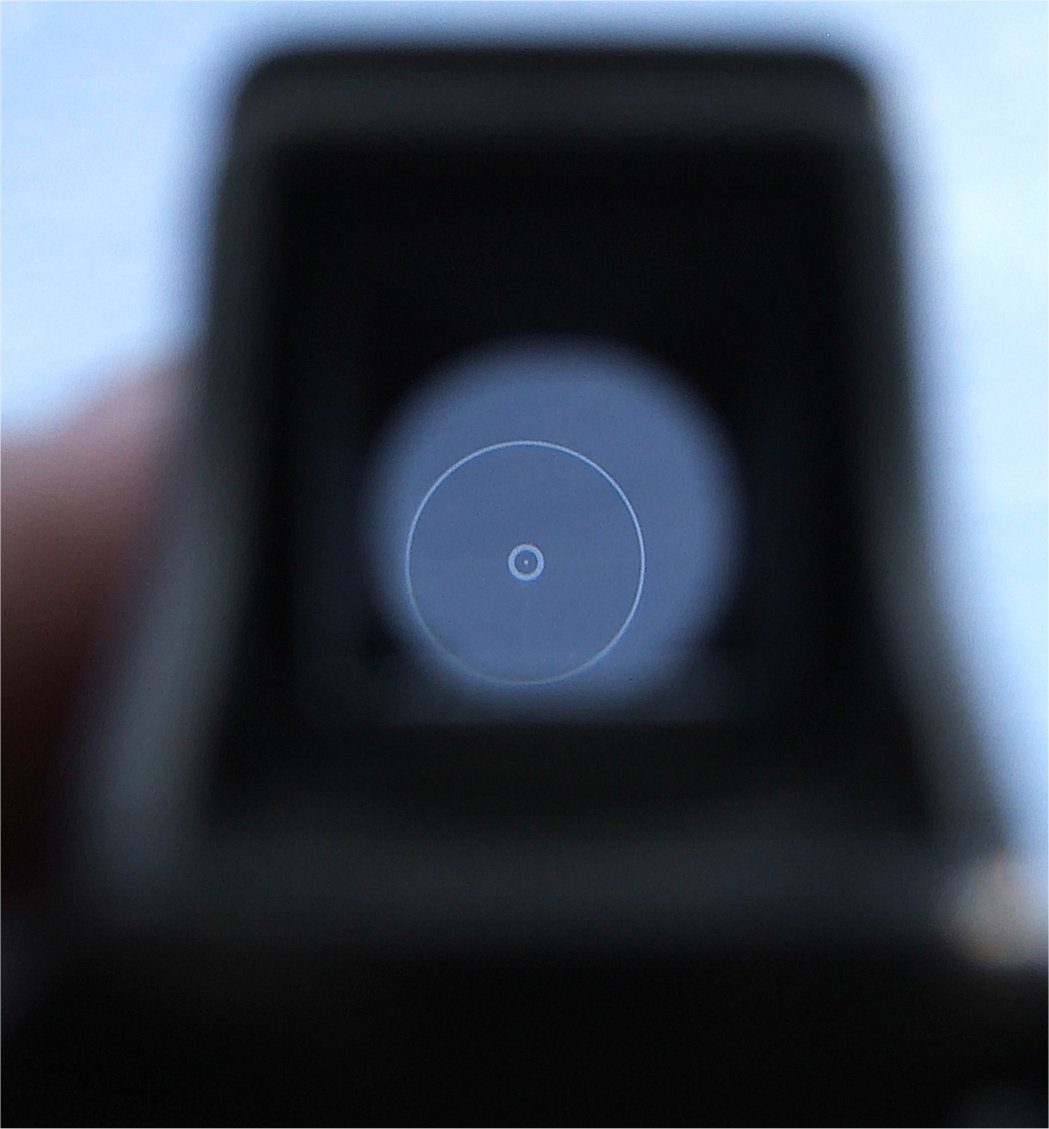
MC-10-80光學瞄準鏡

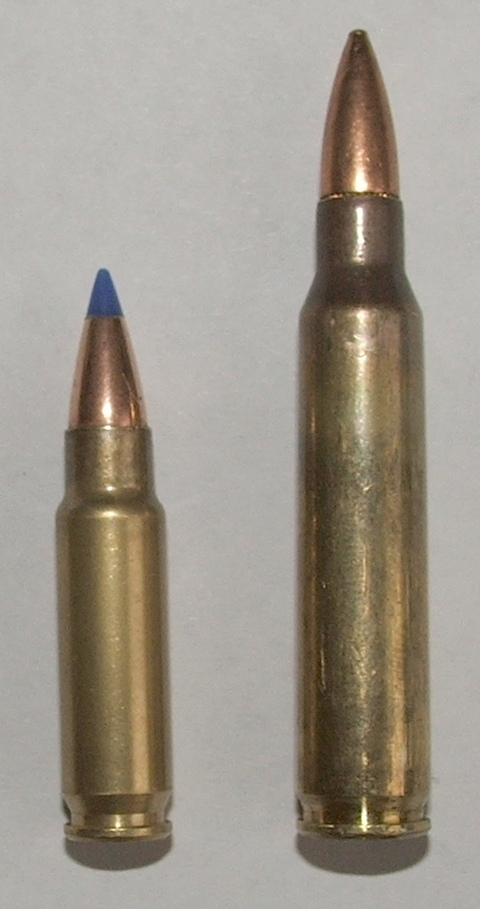
民用型5.7×28mm子彈（左）與5.56×45mm NATO子彈（右）對照

## 衍生型
- PS90 TR（Triple Rail）—P90 TR的民用型，機匣上、左、右部加裝導軌以對應戰術配件。
- PS90 USG—P90 USG的民用型，改用反射式瞄準鏡取代光學瞄準鏡。

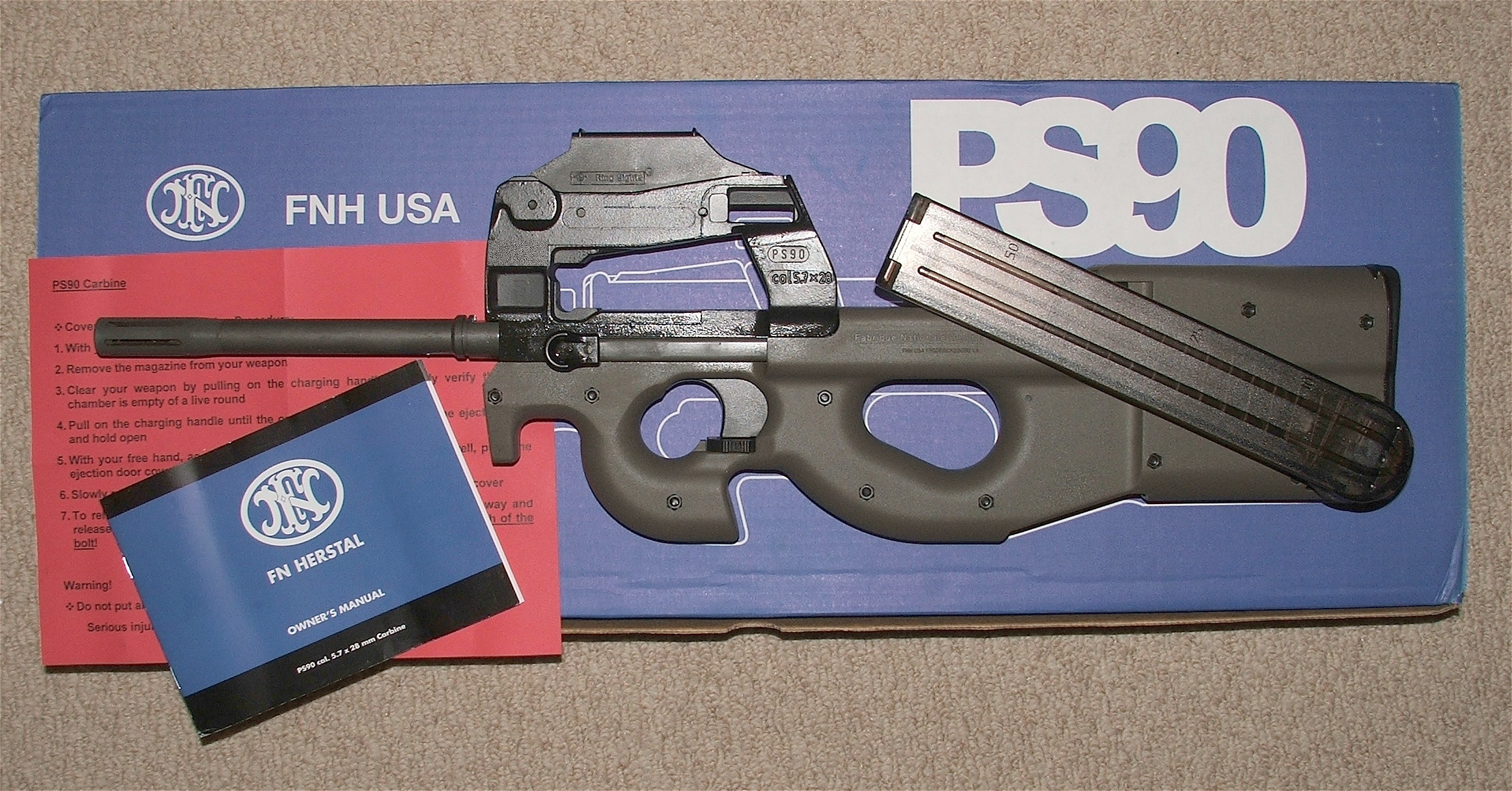
PS90原廠包裝盒，半透明30發彈匣，操作手冊

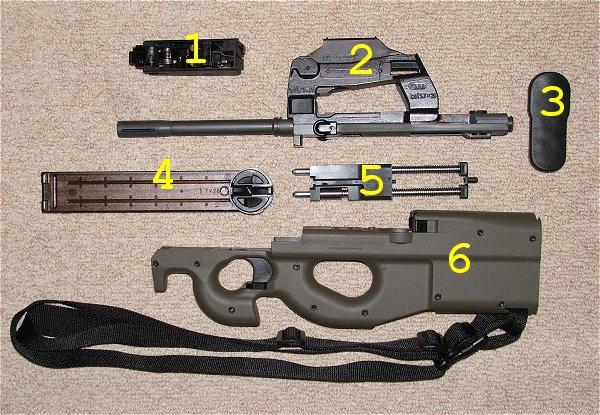
PS90的結構1.擊鎚總成2.槍管與光學瞄準鏡3.托底板4.半透明彈匣5.復進簧與槍機總成6.槍身與扳機總成

## 使用國
- 美国
  - 部份地方警察局（PS90 TR）

## 外部參考
- FNH USA
- FN FiveseveN Forum（页面存档备份，存于）
- PS90 Discussion Forum
- PS90 trigger work（页面存档备份，存于）
- Remtek.com - FN P90 examined in detail（页面存档备份，存于）
- FN P90 presentation video (MPEG)（页面存档备份，存于）
- （中文）—槍炮世界—FN PS90（页面存档备份，存于）